# لیگ برتر بیسبال آمریکا

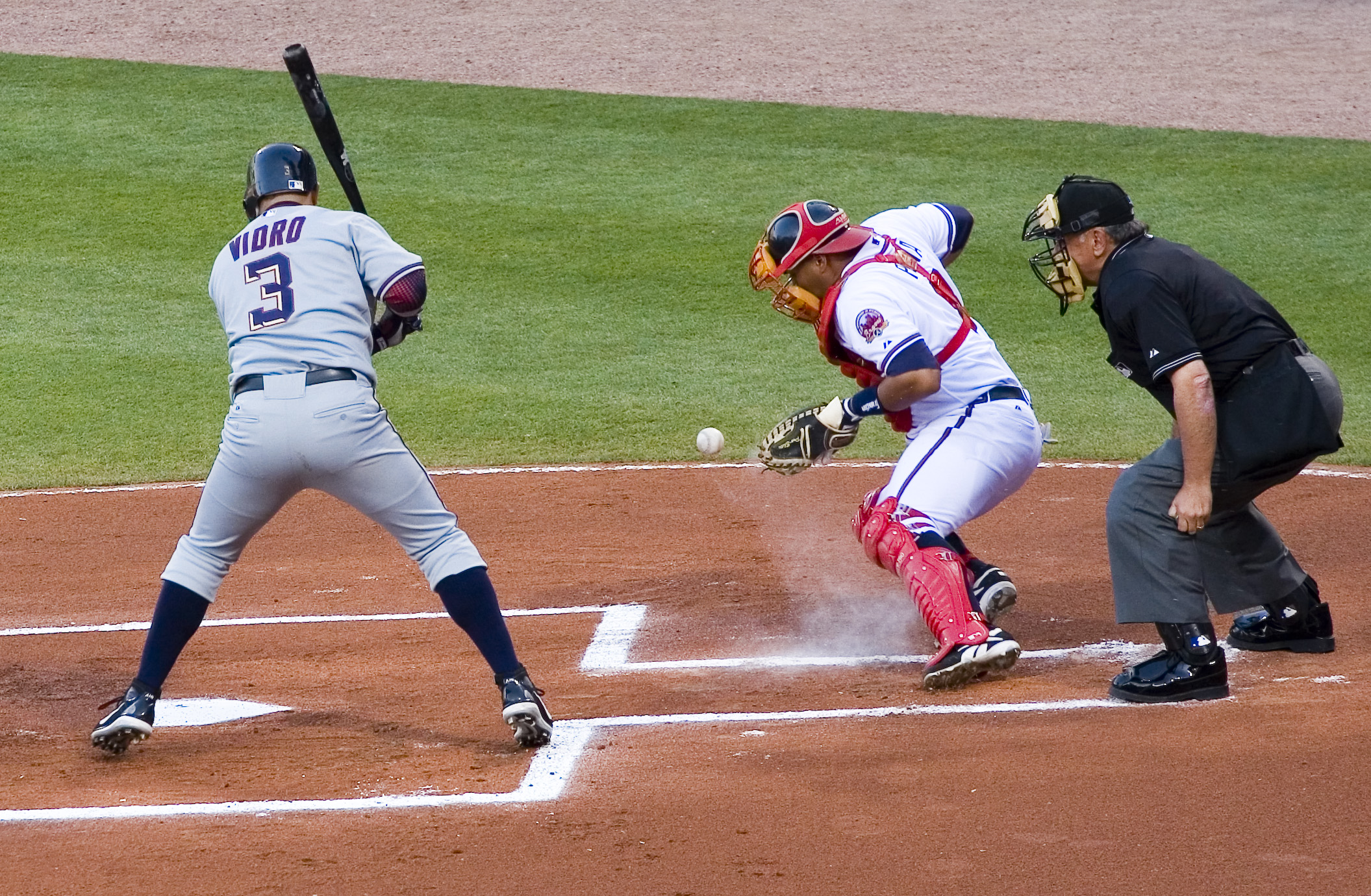
تیم آتلانتا بریوز

ام‌ال‌بی یا لیگ برتر بیسبال آمریکا (به انگلیسی: Major League Baseball) مهمترین لیگ حرفه‌ای بیسبال در آمریکای شمالی است که هم‌اکنون با بیست‌ونه تیم آمریکایی و یک تیم کانادایی برگزار می‌شود.
این مسابقات در ۱۸۷۶ آغاز شد. ام‌ال‌بی اولین لیگ ورزشی واقعی در ایالات متحده بود و تا سال ۱۹۷۲ بیشترین تماشاگران تلویزیونی را داشت. در این سال تعداد تماشاچیان ان‌اف‌ال (لیگ فوتبال آمریکایی) از این مسابقات بیشتر شد. از ۱۹۷۲ به‌بعد نیز ام‌ال‌بی همواره پس از ان‌اف‌ال دومین لیگ پربیننده در آمریکای شمالی بوده‌است.
در سال ۲۰۰۷ میانگین تماشاگران (حاضر در استادیوم) هر بازی این مسابقات بیش از سی‌ودو هزار نفر بود و مجموع تماشاگران ۲۴۳۱ مسابقه آن به بیش از هفتادونه و نیم میلیون نفر رسید. و با فاصله‌ای زیاد پربیینده‌ترین لیگ ورزشی دنیا لقب گرفت. این درحالیست که هفده لیگ کوچک‌تر بیسبال این کشور هم بیش از چهل میلیون تماشاگر در سال دارند.

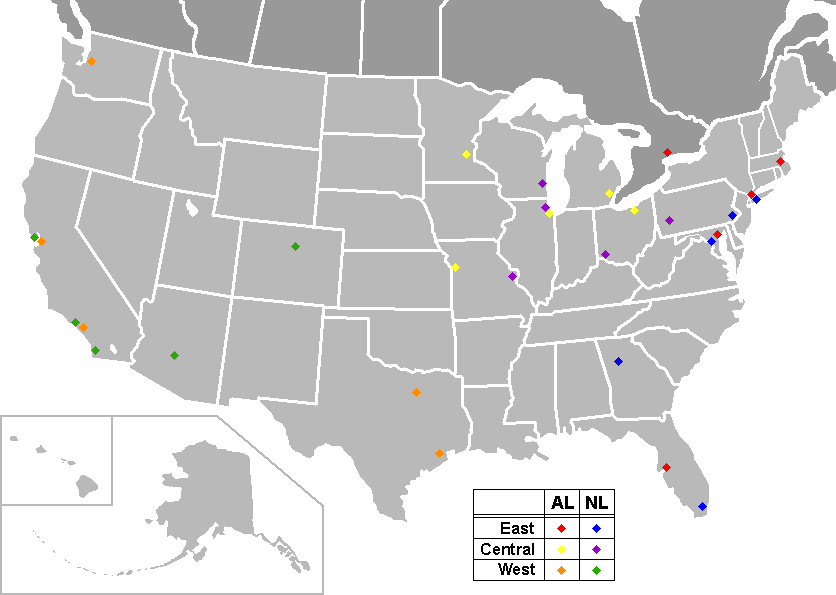
شهرهای حاوی تیمهای لیگ ام‌ال بی